# Giro de Padània
El Giro de Padània (en italià Giro di Padania) fou una carrera ciclista professional per etapes que es disputava al nord d'Itàlia durant el mes de setembre. La primera edició es disputà el 2011 i la segona, i darrera, el 2012.

## Palmarès
| Any  | Vencedor        | Segon             | Tercer                |
| ---- | --------------- | ----------------- | --------------------- |
| 2011 | Ivan Basso      | Giovanni Visconti | Francesco Masciarelli |
| 2012 | Vincenzo Nibali | Riccardo Chiarini | Franco Pellizotti     |